# Patricia Velásquez
Patricia Velásquez est une actrice et mannequin vénézuélienne, née à Maracaibo le 31 janvier 1971.

## Biographie

### Famille
D'ascendance amérindienne, de la tribu des Wayuu, et espagnole, Patricia Carola Velásquez Semprún est la cinquième des six enfants d'un couple d'enseignants. 

### Carrière professionnelle
Après un an d'université, elle émigre à Milan en Italie pour sa carrière de mannequin. En 1998, elle défile pour Antonio Berardi, Bella Freud, Corinne Cobson, Claude Montana, ou Dolce & Gabbana. En publicité, on peut la voir pour Allure de Chanel, Verino de Roberto Verino, ainsi que chez Victoria's Secret. Dès le début de sa carrière elle apparaît plusieurs fois dans le Sports Illustrated Swimsuit Issue annuel et est habituée chez L'Oréal.
En 1989, elle concourt pour le titre de Miss Venezuela en représentant la péninsule de Guajira et arrive à la septième place.
Elle a fait ses débuts au cinéma dans le film français Le Jaguar (1996), où elle a pour partenaires à l'écran Jean Reno et Patrick Bruel. On l'a revue ensuite dans Beowulf (1999) avec Christophe Lambert et Rhona Mitra, mais surtout dans La Momie (1999) de Stephen Sommers, où elle incarne la maîtresse d'Imhotep, Ankh Su Namun. Elle reprend son rôle (plus important) dans la suite sortie en 2001, Le Retour de la momie, toujours aux côtés des acteurs Brendan Fraser, Rachel Weisz et Arnold Vosloo. On peut également la voir en 2004 au casting du thriller Profession profiler, dans le rôle d'un agent du FBI, aux côtés de Val Kilmer. En 2011, elle est à l'affiche du drame Cenizas eternas, où elle est également productrice. En 2014, elle tient le rôle principal de la romance Liz en Septiembre, où elle officie toujours en parallèle comme productrice associée.
À la télévision, Patricia Velasquez a été vue dans plusieurs séries télévisées telles que Arrested Development, Les Experts : Miami, ou encore The L Word.
En 2019, elle est à l'affiche de La Malédiction de la dame blanche, film faisant partie de l'univers cinématographique Conjuring.
Elle a participé dans la 5e saison de The Celebrity Apprentice, elle a été éliminée dans le sixième épisode.

### Vie privée
Patricia Velásquez est ouvertement lesbienne.

## Filmographie

### Cinéma
- 1996 : Le Jaguar de Francis Veber : Maya
- 1997 : Eruption de Gwyneth Gibby : Luisa Soares
- 1999 : Beowulf de Graham Baker : Pendra
- 1999 : No Vacancy de Marius Balchunas : Ramona
- 1999 : La Momie de Stephen Sommers : Anck Su Namun
- 2000 : Committed (en) de Lisa Krueger : Carmen
- 2000 : Facade de Carl Colpaert : Juanita
- 2000 : San Bernardo de Joan Potau : Claudia
- 2000 : Le Rap dans le sang (Turn It Up) de Robert Adetuyi
- 2001 : Le Retour de la momie de Stephen Sommers : Meela Nais / Anck Su Namun
- 2004 : Profession profiler (Mindhunters) de Renny Harlin : Nicole Willis
- 2004 : Zapata - El sueño del héroe de Alfonso Arau : Josefa
- 2011 : Cenizas eternas : Ana
- 2014 : Liz en Septiembre : Liz
- 2016 : Guys Reading Poems
- 2017 : Les Petits héros : Pilar
- 2019 : La Malédiction de la Dame Blanche : Patricia Alvarez
- 2021 : Malignant de James Wan : Infirmière Velasquez
- 2022 : Free Dead or Alive : Soledad
- 2022 : Brut Force : Mariela Vicuña
- 2022 : Satanic Hispanics : Maribel (segment El Vampiro)
- 2023 :  Maya
- 2025 : No Address (en) : Gabrielle

### Télévision
- 2001 : Ed (série télévisée, 1 épisode) : Sonja Amata
- 2002 : Fidel de David Attwood (téléfilm) : Mirta
- 2002-2004 : American Family (série télévisée, 15 épisodes) : Adela / Elena
- 2003-2004 : Arrested Development (série télévisée, 5 épisodes) : Marta Estrella
- 2004 : Rescue Me : Les Héros du 11 septembre (série télévisée, 2 épisodes) : Nez
- 2004 : The Twelve Days of Christmas Eve de Martha Coolidge (téléfilm) : Isabel Frias
- 2005 : Les Experts : Miami (CSI: Miami) (série télévisée, 1 épisode) : Celia Gonzalez
- 2008 : The L Word (série télévisée, 5 épisodes) : Begonia/Karina
- 2010 : Ugly Betty (série télévisée, 1 épisode) : Victoria Velez
- 2011 : Almighty Thor (téléfilm) : Jarnsaxa
- 2019 : Hawaii 5-0 (série télévisée, 1 épisode) : Teresa Estrada
- 2021 : Breast Cancer Bucket List (téléfilm) : Meg

### Jeux vidéo
- 2001 : SSX Tricky (voix): Marisol Diez Delgado
- 2018 : Shadow of the Tomb Raider (voix): Unuratu

## Distinctions

### Nominations
- 2001 : Teen Choice Awards de la meilleure scène de combat partagée avec Rachel Weisz dans un film d'aventure pour Le Retour de la momie (2001)[2].
- 2002 : Fangoria Chainsaw Awards de la meilleure actrice dans un second rôle dans un film d'aventure pour Le Retour de la momie (2001)[2].